# Vicent Cantos Figuerola
Vicent Cantos Figuerola (Borriana, Plana Baixa, 10 de desembre de 1868 - Madrid, 26 de desembre de 1943) fou un advocat i polític valencià, diputat a les Corts Espanyoles durant la restauració borbònica i durant la Segona República Espanyola. També fou ministre durant la Segona República.
Llicenciat en Ciències i Dret a la Universitat de València, després d'obtenir el títol de registrador de la propietat exercirà aquesta professió a Cuba on es traslladarà fins a la seva tornada a la Península el 1898. El 1903 ingressa al Partit Liberal Demòcrata de la mà de José Canalejas y Méndez i a les eleccions generals espanyoles de 1905 fou elegit diputat a Corts per la circumscripció de Castelló (districte de Llucena, l'Alcalatén), escó que continuarà guanyant en les successives eleccions celebrades fins a la de 1923.
Després de la proclamació de la II República obté novament un escó per Castelló en les eleccions de 1931 a les quals es va presentar com radical independent en el si de la Conjunció republicana-socialista per a després incorporar-se al Partit Republicà Radical. Posteriorment fou elegit diputat a les eleccions de 1933. Va ser ministre de Justícia entre el 28 d'abril i el 4 d'octubre de 1934 en el govern que va presidir Ricardo Samper e Ibáñez, cartera que tornaria a ocupar entre el 3 d'abril i el 6 de maig de 1935 en el govern format per Alejandro Lerroux. Després de la derrota del seu partit a les eleccions generals espanyoles de 1936 va dimitir dels seus càrrecs. En acabar la guerra civil espanyola no fou processat per la Llei de Responsabilitats Polítiques. La seva filla estava casada amb el futur ministre franquista Rafael Cavestany de Anduaga.